# Zona tettonica Snowbird

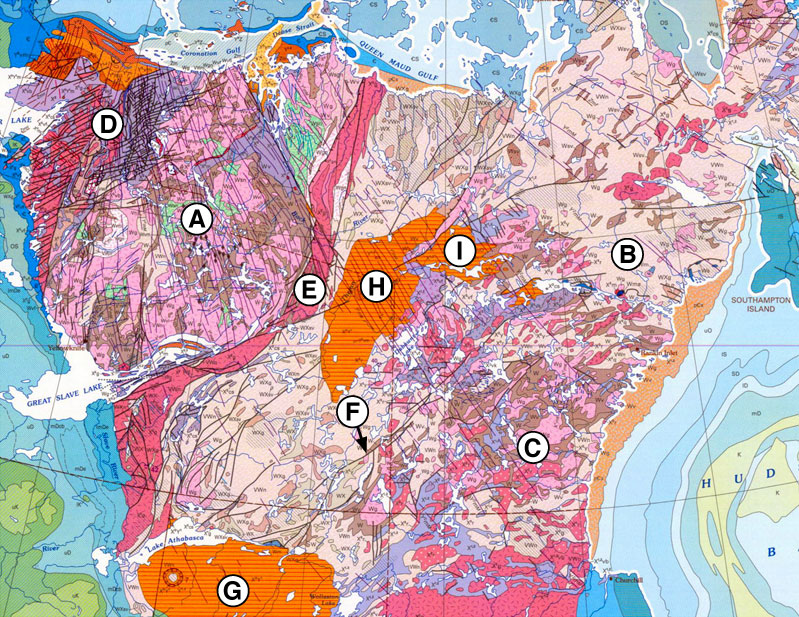
Mappa geologica del Canada nordoccidentale. La zona tettonica Snowbird è identificata dalla lettera F.

La zona tettonica Snowbird (in lingua inglese abbreviata in STZ, acronimo di Snowbird Tectonic Zone) è una struttura geologica situata nella parte occidentale dello scudo canadese che forma un margine geofisico tra il cratone Hearne e il braccio sudoccidentale del cratone Rae.
È stata interpretata come una sutura geologica del Proterozoico, o come una sutura dell'Archeano riattivatasi durante l'Archeano stesso e il Paleoproterozoico.

## Caratteristiche
Si estende per circa 2.800 km dalla Cordigliera Nordamericana in direzione nordest verso la baia di Hudson, tagliando in diagonale Alberta, Saskatchewan, i Territori del Nord-Ovest e Nunavut.
Va a troncare la zona magmatica di Taltson nell'Alberta, il che suggerisce un'età più giovane di 1,95 miliardi di anni. Nel bacino Baker (nei pressi del Lago Baker nella regione del Nunavut, nella parte settentrionale della STZ) alla zona tettonica si sovrappongono dicchi di lamprofiri e rocce vulcaniche, il che suggerisce un'età minima di 1,85 miliardi di anni; tuttavia alcune convergenze nell'Alberta sembrano indicare un'età più recente (1,84-1-78 miliardi di anni).
Alcuni autori la ritengono come facente parte dell'orogenesi Trans-Hudson, un evento collisionale in cui alcuni microcontinenti sono andati in accrezione sulla Laurentia attorno a 1,85 miliardi di anni fa.
Utilizzando il metodo di datazione uranio-piombo, il metamorfismo a facies di eclogite, un processo che implica il trasporto di materiale a profondità del mantello, è stato datato a 1,904 miliardi di anni fa. Gli autori stessi tuttavia ritengono che non sia chiaro se la zona tettonica Snowbird sia una struttura geologica riattivatasi durante l'Archeano, o una sutura che documenta l'apertura e la chiusura di un oceano del Paleoproterozoico.